# Frente de Luta por Moradia
A Frente de Luta por Moradia (FLM) é um coletivo formado por representantes de movimentos sociais autônomos, cujo objetivo é a reforma urbana e um desenvolvimento urbano mais justo. Sediado na cidade de São Paulo, é uma das principais frentes de luta por moradia na cidade.
Em 2007, treze movimentos eram filiados à FLM.

## História
Em junho de 2003, três ocupações simultâneas em São Paulo marcaram o início da FLM. O intuito do novo movimento era articular ações mais combativas na luta por habitação no centro da cidade e na periferia, dar mais visibilidade aos trabalhadores sem-teto e apontar, à sociedade, a urgência de um plano habitacional digno.
O primeiro encontro da FLM ocorreu na cidade de Ribeirão Pires, em fevereiro de 2004, quando se oficializou a união e articulação entre diversos movimentos de luta por moradia. No mesmo ano, na cidade de São Paulo, foram ocupadosː o prédio da Caixa Econômica Federal, na Praça Roosevelt; e   a antiga sede da subprefeitura de São Mateus, entre outros edifícios na Zona Sul e no Ipiranga.

## A luta
Em São Paulo, quase dois milhões de pessoas moram em favelas, um milhão em cortiços e cerca de três milhões vivem em moradias precárias. Segundo o site do movimento, existem, na cidade de São Paulo, 420 327 domicílios vazios e ociosos e milhares de prédios comerciais fechados, abandonados, enquanto existem milhões de trabalhadores sem-teto. Somente no chamado Centro expandido da cidade, há mais de 400 prédios e terrenos fechados ou subutilizados há mais de cinco anos. A população do centro da cidade diminuiu em 20% em dez anos, deixando quase 20 mil domicílios vazios.
Diante desse quadro, a ocupação de prédios abandonados foi escolhida como a principal forma de ação da FLM.  Segundo o movimento, essa é o melhor maneira de denunciar os latifúndios urbanos e edificações vazias à espera de valorização, que poderiam ser aproveitadas para abrigar famílias sem moradia.
A FLM constitui uma alternativa a outros dois coletivosː a União dos Movimentos de Moradia (UMM), que mantém uma posição mais central no diálogo com o governo; e o Movimento dos Trabalhadores Sem Teto (MTST), esse último com forte ideologia revolucionária. Na briga política, o FLM aponta o UMM como pouco combativo e o MTST como radical.[carece de fontes?]
A UMM tem uma forte presença no âmbito político-institucional, e seus militantes mantêm estreitas relações com o Partido dos Trabalhadores (PT). Porém o Movimento Sem-Teto do Centro (MSTC), filiado à FLM, também conta com a militância petista.

## Movimentos filiados
Segue uma lista dos principais movimentos afiliados à FLM:
- Movimento Sem-Teto do Centro (MSTC);
- Movimento de Moradia da Região do Centro (MMRC);
- Fórum de Moradia e Meio Ambiente do Estado de São Paulo (Fomaesp);
- Fórum de Mutirões;
- Associação de Mutirões;
- Movimento Quintais e Cortiços da Região da Mooca;
- Movimento Terra de Nossa Gente;[10]
- Sem-Teto pela Reforma Urbana, que é uma união de quatro grupos:
  - 14 de janeiro,
  - Grupo da Água Rasa,
  - Grupo Colorado e
  - Setor 8;
- Movimento de Moradia da Zona Norte e
- Movimento Centro-Norte